# Mai Hoa Dịch số
Mai Hoa Dịch số (chữ Hán: 梅花易數) là một hình thức bói toán được xây dựng trên cơ sở triết lý Kinh Dịch với các thuyết Can Chi, âm dương, ngũ hành, bát quái kết hợp thuyết vận khí, bát quái kết hợp ngũ hành… bằng cách lập quẻ chính, hào động và quẻ biến; căn cứ vào sự vật, hiện tượng quan sát hay nghe được, đo đếm được hoặc giờ, ngày, tháng, năm xảy ra (theo âm lịch).

## Đối tượng bói
Xem bói về sự việc, hiện tượng và xem về mệnh vận của người, tương tự như Tử vi, Bát tự Hà Lạc…